# Sint-Elooisprijs 2014
De 59e editie van de Belgische wielerwedstrijd Sint-Elooisprijs werd verreden op 24 juni 2014. De start en finish vonden plaats in Ruddervoorde. De winnaar was Jarno Gmelich, gevolgd door Sjoerd Van Ginneken en Victor Campenaerts.

## Uitslag
| Sint-Elooisprijs 2014 |                      |                                   |            |
| Plaats                | Naam                 | Ploeg                             | Tijd       |
| Winnaar               | Jarno Gmelich        | Metec-TKH Continental Cyclingteam | 3u 44' 07" |
| 2                     | Sjoerd Van Ginneken  | Metec-TKH Continental Cyclingteam | 21"        |
| 3                     | Victor Campenaerts   | Topsport Vlaanderen-Baloise       | z.t.       |
| 4                     | Benjamin Verraes     | Josan-To Win Cycling Team         | z.t.       |
| 5                     | Arthur Vanoverberghe | Topsport Vlaanderen-Baloise       | 30"        |
| 6                     | Egidijus Juodvalkis  | Team 3M                           | 32"        |
| 7                     | Tyler Farrar         | Garmin-Sharp                      | z.t.       |
| 8                     | Marco Frapporti      | Androni Giocattoli                | z.t.       |
| 9                     | Stan Godrie          | Rabobank Development Team         | z.t.       |
| 10                    | Stijn Steels         | Topsport Vlaanderen-Baloise       | z.t.       |

1952 · 1953 · 1954 · 1955 · 1956 · 1957 · 1958 · 1959 · 1960 · 1961 · 1962 · 1963 · 1964 · 1965 · 1966 · 1967 · 1968 · 1969 · 1970 · 1971 · 1972 · 1973 · 1974 · 1975 · 1976 · 1977 · 1978 · 1979 · 1980 · 1981 · 1982 · 1983 · 1984 · 1985 · 1986 · 1987 · 1988 · 1989 · 1990 · 1991 · 1992 · 1993 · 1994 · 1995 · 1996 · 1997 · 1998 · 1999 · 2000 · 2001 · 2002 · 2003 · 2004 · 2005 · 2006 · 2007 · 2008 · 2009 · 2010 · 2011 · 2012 · 2013 · 2014 · 2015 · 2016 · 2017 · 2018 · 2019 · 2020 · 2021 · 2022